# Robert Palmer Watkins
Robert Palmer Watkins, es un actor estadounidense conocido por interpretar a Dillon Quartermaine en la serie General Hospital.

## Biografía
Es hijo de Maribeth Scanlon, tiene una hermana llamada Emily. En el 2016 su madre se casó con John Scanlon.
Se graduó del "American Musical and Dramatic Academy" en Hollywood.
Es buen amigo de la actriz Hayley Erin.

## Carrera
En 2014 interpretó a Jonathan en el episodio "Devil's Horns" de la serie Sketch Juice, también dio vida al triste dueño de la tienda en el episodio "Pharrell Williams - (Un)happy".
En el 2015 se unió al elenco de la serie Last Life donde interpretó a Shane Isaacs, hasta el final en el 2016.
Ese mismo año se unió al elenco principal de la exitosa serie General Hospital donde interpreta a Dillon Quartermaine, el hijo de Tracy Quartermaine (Jane Elliot) y Paul Hornsby (Paul Satterfield/Richard Burgi), hasta ahora. Previamente Dillon fue interpretado por el actor Scott Clifton del 2003 al 2007.
En 2016 apareció en la serie web Bad Sex with Good People.

## Filmografía

### Series de televisión
| Año             | Título                        | Personaje                  | Notas                                |
| --------------- | ----------------------------- | -------------------------- | ------------------------------------ |
| 2015 - presente | General Hospital              | Dillon Quartermaine        | 143 episodios                        |
| 2016            | Laura                         | Landon / Nicholas          | 2 episodios                          |
| 2016            | Bad Sex with Good People      | -                          | webserie                             |
| 2015 - 2016     | Last Life                     | Shane Isaacs               | 11 episodios - webserie              |
| 2015            | Lucky’s Clinic                | -                          | -                                    |
| 2015            | Killer Kids                   | David Biro                 | episodio "Assassin & the Matrix Kid" |
| 2014            | My Crazy Ex                   | Brian                      | -                                    |
| 2014            | Devil in the Details          | Asesino                    | episodio "If I Had a Hammer"         |
| 2014            | Sketch Juice                  | Jonathan / Dueño de Tienda | 2 episodios                          |
| 2014            | Welcome Home, Loser           | Trent                      | episodio "B* of Honor"               |
| 2012            | The Girl's Guide to Depravity | Jared                      | episodio "The Vibrator Rule"         |
| 2012            | Frat House Musical            | Peter                      | -                                    |
| 2011            | 1000 Ways to Die              | Jason                      | episodio "Eat, Pray Die"             |

### Películas
| Año  | Título     | Personaje    | Notas |
| ---- | ---------- | ------------ | --- |
| 2017 | 5 Weddings | Mark Cottell | junto a Bo Derek, Nargis Fakhri, Candy Clark, Mariana Paola Vicente, Anneliese van der Pol, Rajkummar Rao y Rupak Ginn |

### Compositor
| Año  | Título                               | Notas |
| ---- | ------------------------------------ | ----- |
| 2016 | Robert Palmer Watkins: Love Yourself | corto |
| 2015 | Robert Palmer Watkins: Good for You  | corto |